# La Seuva Majora
La Sauva (en francès La Sauve) és un municipi francès situat al departament de la Gironda i a la regió de la Nova Aquitània.

## Demografia
| 1962                                       | 1968 | 1975 | 1982  | 1990  | 1999  | 2007  |
| ------------------------------------------ | ---- | ---- | ----- | ----- | ----- | ----- |
| 793                                        | 857  | 843  | 1.004 | 1.100 | 1.213 | 1.366 |
| Des de 1962: població sense dobles comptes |      |      |       |       |       |       |

## Administració
| Període | Identitat     | Partit |
| ------- | ------------- | ------ |
| 2001-   | Alain Terraza |        |